# Cratere Chaffee
Chaffee è un cratere lunare di 51,75 km situato nella parte sud-orientale della faccia nascosta della Luna. all'interno del grande cratere Apollo.
Il bacino di Apollo consiste di una formazione a doppio anello; il cratere Chaffee si trova sulla parte sudoccidentale dell'anello interno. Il bordo di questo anello si estende verso nord a partire dal bordo settentrionale di Chaffee.
Chaffee ha una forma circolare, ma presenta un bordo diseuguale per via di numerosi piccoli ingrossamenti nelle pendici esterne. Il suo perimetro è poco eroso e mantiene un margine netto che spicca sul territorio circostante. Vi sono due crateri minori che hanno margini vicini a quello di Chaffe: ad ovest vi è Chaffee F, a nordovest Chaffee W. In particolare, il bordo del cratere principale si sovrappone a quello del primo per un piccolo tratto. Vi è anche un cratere ancora più piccolo esattamente sul bordo sud-sud-est.
Le pendici interne non presentano un sistema di terrazzamenti ben sviluppato, e il margine interno digrada fino a scomparire nei mucchi di detriti che si trovano sul pianoro interno. Quest'ultimo è povero di caratteristiche se si eccettuano i numerosi minuscoli crateri presenti nella parte settentrionale, con un accumulo verso nord-ovest.
Il cratere è dedicato all'astronauta statunitense Roger B. Chaffee e fa parte di un gruppo di crateri all'interno del cratere Apollo denominate con nomi di astronauti e di personale coinvolto nel Programma Apollo. 

## Crateri correlati
Alcuni crateri minori situati in prossimità di Chaffee sono convenzionalmente identificati, sulle mappe lunari, attraverso una lettera associata al nome.
| Chaffee | Coordinate             | Diametro (in km) |
| ------- | ---------------------- | ---------------- |
| F       | 39°01′48″S 153°06′36″W | 36,13            |
| S       | 39°46′12″S 157°29′24″W | 19,88            |
| W       | 38°28′48″S 156°07′12″W | 24,62            |